# Jela Krečič
Jela Krečič, född 26 februari 1979 i Ljubljana, Slovenien, är en slovensk journalist och författare.
Jela Krečič har publicerat böckerna Ni druge (2015; None Like Her) och Knjiga drugih (2018; The Book of Others).
Jela Krečič är sedan 2013 gift med den slovenske filosofen Slavoj Žižek.
I december 2013 gjorde Krečič en intervju med Julian Assange för tidningen Delo.